# Невиняни (Вілейський район)
Невиняни (біл. вёска Нэвіняны) — село в складі Вілейського району Мінської області, Білорусь. Село підпорядковане Довгинівській сільській раді, розташоване в північній частині області.

## Історія
У 1921–1945 роках застінок знаходилось у Польщі, у Вільнюській воєводстві, Вілейського повіту, гміні Довгиново.

## Населення
- 1866 рік - 82 люди, 11 будинки[1]
- 1921 рік - 170 люди, 31 будинки[2].
- 1931 рік - 204 люди, 32 будинки[3].